# Automobiles Sorex
Automobiles Sorex war ein französischer Hersteller von Automobilen.

## Unternehmensgeschichte
Das Unternehmen wurde 1906 in Levallois-Perret gegründet und produzierte unter dem Markennamen Sorex Automobile. Im Jahr 1909 endete die Produktion.

## Fahrzeuge
Es wurden, soweit bekannt, ausschließlich Taxis hergestellt. Sie hatten einen Zweizylindermotor mit 12 CV, wobei es unklar ist, ob es effektive PS oder Steuer-PS waren. Sie fuhren in Paris und anderen französischen Städten, einige auch in London.
Es waren konventionell ausgelegte Fahrzeuge mit Kühlergrill, Frontmotor, einer Sitzbank für den Fahrer ohne Wetterschutz sowie ein Aufbau als Landaulet mit einer zweigeteilten Windschutzscheibe, zwei Türen und zwei Sitzen. Die Automobile Cab Company setzte die Fahrzeuge in London ein. Eines der Fahrzeug trug das britische Kennzeichen LC 8026.